# Sanna Valkonen
Sanna Margit Valkonen (* 12. Dezember 1977) ist eine ehemalige finnische Fußballspielerin. Die Abwehrspielerin stand zuletzt beim schwedischen Verein KIF Örebro unter Vertrag und spielte für die finnische Nationalmannschaft. Valkonen beendete im Oktober 2010 ihre aktive Laufbahn.
Valkonen begann ihre Karriere beim Verein Hyvinkää PS. 1994 wurde sie mit KontU Helsinki finnische Meisterin und wechselte daraufhin zu PuiU Helsinki. Mit PuiU gewann sie 1996 den finnischen Pokal. 1997 spielte sie für Malmin Palloseura und gewann erneut den Pokalwettbewerb. Zwischen 1998 und 2002 spielte Valkonen für HJK Helsinki und gewann je vier Mal die Meisterschaft und den Pokal. 2001 und 2002 wurde sie zur Fußballerin des Jahres in Finnland gewählt. Nach einem kurzen Gastspiel bei den Boston Renegades wechselte sie zum schwedischen Verein Umeå IK, wo sie bis 2005 jeweils zweimal die Meisterschaft, den Pokal und den UEFA Women’s Cup gewann. Nach zwei Jahren bei AIK Solna spielte sie seit 2007 für KIF Örebro.
Am 30. August 1995 spielte Valkonen gegen Schweden erstmals für die finnische Nationalmannschaft. Sie nahm 2005 an der Europameisterschaft teil, wo sie mit der finnischen Auswahl das Halbfinale erreichte und mit 1:4 gegen Deutschland verlor.
Am 9. März 2009 überbot sie mit ihrem 114. Länderspiel im Spiel gegen China beim Algarve-Cup in Portugal den Rekord von Anne Mäkinen und steigerte ihn bis zum 26. August bei der Europameisterschaft im eigenen Land auf 120 Spiele. Beim Algarve-Cup 2010 wurde sie nicht eingesetzt, so konnte Laura Österberg Kalmari am 26. Februar 2010 ihren Rekord überbieten und auf 122 Spiele erhöhen. Valkonen erzielte bisher sieben Tore.